# Championnat de Hong Kong de football 1952-1953
Navigation
Saison précédente Saison suivante
La saison 1952-1953 du Championnat de Hong Kong de football est la huitième édition de la première division à Hong Kong, la First Division League. Elle regroupe, sous forme d'une poule unique, les treize meilleures équipes du pays qui se rencontrent deux fois, à domicile et à l'extérieur. Il n'y a ni promotion, ni relégation en fin de saison.
C'est le club de South China AA, double tenant du titre, qui remporte à nouveau le championnat cette saison après avoir terminé en tête du classement final, avec trois points d'avance sur Kitchee SC et six sur Eastern AA. C'est le quatrième titre de champion de Hong Kong de l'histoire du club.

## Clubs participants
- Kitchee SC
- Kowloon Motor Bus FC
- Chinese AA
- South China AA
- Eastern AA
- Saint Joseph's FC
- Sing Tao SC
- Hong Kong FC
- Kwong Wah AA
- Army XI
- Royal Air Force FC
- Hong Kong Police FC
- Royal Navy FC

## Compétition
Le barème de points servant à établir les classements se décompose ainsi :
- Victoire : 2 points
- Match nul : 1 point
- Défaite : 0 point

### Classement
| Rang | Équipe               | Pts | J  | G  | N  | P  | Bp | Bc  | Diff |
| ---- | -------------------- | --- | -- | -- | -- | -- | -- | --- | ---- |
| 1    | South China AAT      | 42  | 24 | 19 | 4  | 1  | 81 | 22  | +59  |
| 2    | Kitchee SC           | 39  | 24 | 18 | 3  | 3  | 62 | 32  | +30  |
| 3    | Eastern AA           | 36  | 24 | 16 | 4  | 4  | 69 | 30  | +39  |
| 4    | Army XI              | 32  | 24 | 13 | 6  | 5  | 50 | 31  | +19  |
| 5    | Kowloon Motor Bus FC | 30  | 24 | 12 | 6  | 6  | 72 | 34  | +38  |
| 6    | Sing Tao SC          | 24  | 24 | 10 | 4  | 10 | 58 | 49  | +9   |
| 7    | Royal Air Force FC   | 21  | 24 | 8  | 5  | 11 | 42 | 55  | -13  |
| 8    | Chinese AA           | 19  | 24 | 7  | 5  | 12 | 42 | 53  | -11  |
| 9    | Kwong Wah AA         | 19  | 24 | 4  | 11 | 9  | 37 | 51  | -14  |
| 10   | Hong Kong FC         | 18  | 24 | 7  | 4  | 13 | 42 | 53  | -11  |
| 11   | Hong Kong Police FC  | 15  | 24 | 4  | 7  | 13 | 41 | 67  | -26  |
| 12   | St Joseph's FC       | 12  | 24 | 5  | 2  | 17 | 35 | 81  | -46  |
| 13   | Royal Navy FC        | 5   | 24 | 1  | 3  | 20 | 30 | 103 | -73  |

|  | Champion de Hong Kong 1953 |
|  | T : Tenant du titre        |

## Bilan de la saison
| Championnat de Hong Kong de football 1952-1953                        |                           |
| Champion                                                              | South China AA (4e titre) |
| Coupes et trophées                                                    |                           |
| Vainqueur de la Coupe de Hong Kong 1952-1953                          | Non disputée              |
| Promotions et relégations                                             |                           |
| Promus en Championnat de Hong Kong de football                        | Aucun                     |
| Relégués en Championnat de Hong Kong de football de deuxième division | Aucun                     |